# Трегами
Трегами́ (гамбири́) е един от нуристанските езици в Афганистан. Езика е майчин за племето трегами, населяващо древен Гамбир и Катар в афганската провинция Нуристан. На него говорят около 1000 души. Около 76-80 % в областта на лексиката е близък с езика вайгали.